# Megaselia sulphurea
Megaselia sulphurea är en tvåvingeart som beskrevs av Borgmeier 1971. Megaselia sulphurea ingår i släktet Megaselia och familjen puckelflugor. Inga underarter finns listade i Catalogue of Life.